# Fényes György
Fényes György (Szolnok, 1924. március 7. – Szeged, 1998. július 12.) neurológus, egyetemi tanár, az orvostudományok kandidátusa (1962).

## Élete
Fényes József (1889–1944) államvasúti hivatalnok és Neumann Rózsa (1893–1929) fiaként született zsidó családban. Anyját fiatalon elvesztette; apja 1931-ben Egerben nőül vette Berkovits Erzsébetet. Középiskolai tanulmányait 1934 és 1942 között a szolnoki Verseghy Ferenc Gimnáziumban végezte. A numerus clausus miatt nem vették fel egyetemre, ezért 1942 és 1944 között fogtechnikusként dolgozott, majd behívták munkaszolgálatra. 1944 júniusában apját Auschwitzba deportálták. A háborút követően a kolozsvári Bolyai Tudományegyetem Orvostudományi Karára iratkozott be, de végül a budapesti Pázmány Péter Tudományegyetem Orvostudományi Karán szerezte meg orvosi oklevelét (1949). 1949–1950-ben a budapesti Vas utcai Kórházban kezdte meg munkásságát, ahonnan hamarosan átkerült a Balassa utcai idegklinikán szerveződő önálló idegsebészeti osztályra. 1953-ban az Országos Idegsebészeti Tudományos Intézetbe került. A következő évben két hónapot a zürichi idegsebészeti klinikán töltött. Ebben az évben idegorvosi szakképesítést nyert, s kinevezték az Országos Idegsebészeti Tudományos Intézet főorvosává. 1959-ben az idegsebészet szakorvosa lett, 1962-ben pedig megvédte az Agyi angiográfiák értéke az idegsebészeti diagnosztikában című kandidátusi disszertációját. 1970-ben megkapta a Láng Imre professzor nyugalomba vonulása miatt megüresedett tanszékvezetői állást a Szegedi Orvostudományi Egyetem II. sz. Sebészeti Klinikáján. 1972-ben három hónapot töltött Franciaországban, ahol felkereste a neves idegsebészeti intézeteket (Párizs, Marseille és Lille), 1973-ban pedig rövidebb időre Montréalban és Ottawában tanulmányozta a kanadai idegsebészet fejlődését.
Idegsebészettel, az agyi neurizmák és angiomák sebészeti megoldásaival foglalkozott. Az agyi angiográfiák nemzetközileg elismert kutatója, hazánkban elsőnek végzett műtéti feltárás nélkül percután carotisz angiográfiát. Tanulmányai főként az Ideggyógyászati Szemlében jelentek meg.

## Főbb művei
- Sikeresen operált ritka elhelyezkedésű meningeoma. Sai-Halász Andrással. (Orvosi Hetilap, 1953, 18.)
- Újabb adat a máj szerepéhez a vízháztartásban. Flamm Sándorral, Mihályi Lászlóval, Tóth Máriával. (Orvosi Hetilap, 1954, 16.)
- Status epilepticus kezelése cortex kimetszéssel (Ideggyógyászati Szemle, 1957)
- A percutan vertebralis agyi angiographia (Magyar Radiológia, 1960)
- Myocardialis infarctust utánzó EKG kép subarachnoidealis vérzés kapcsán. Abafalvi Andreával, Fiala Ervinnel. (Orvosi Hetilap, 1967, 32.)
- Egyenes vonalú bőrmetszés temporális craniotomiák kivitelezésére (Ideggyógyászati Szemle, 1971)
- A traumás eredetű kombinált intracranialis haematomák diagnosztikájának és ellátásának néhány kérdéséről saját eseteink alapján. Kiss Józseffel, Huszka Endrével. (Orvosi Hetilap, 1976, 52.)
- Az agyi aneurysmák diagnosztikája és műtéti kezelésük alapelvei. (Orvosi Hetilap, 1978, 31.)
- Mikor indikált a stabil osteosynthesiskoponya-agysérült politraumatizáltakon? Sándor Lászlóval. (Magyar Traumatológia 24, 1981)
- Echinococcosis a gerinccsatorna alsó szakaszán. Gyuris Jenővel, Ladvánszki Csabával. (Orvosi Hetilap, 1982, 38.)

## Díjai, elismerései
- Munka Érdemrend arany fokozata (1984)